# Медаль Дарвіна
Медаль Дарвіна (англ. Darwin Medal) — медаль, що вручається Лондонським королівським товариством раз на два роки за видатні досягнення в біології в областях, в яких працював Чарлз Дарвін
Перше нагородження відбулось в 1890 році. Медаль була створена в пам'ять Чарльза Дарвіна і надається разом з грошовим призом в £1000. Як і більшість медалей Королівського товариства, кандидат повинен походити з Співдружності націй, при цьому вони повинні бути громадянами співдружності або жити в одній з держав-членів принаймні три роки до номінації. З моменту свого створення медаль було присуджено 64 особам, у тому числі її одержав Френсіс Дарвін, син Чарльза Дарвіна, і дві подружні пари, Джек і Іоланда Хеслоп-Харрісон в 1982 році і Пітер та Розмарі Грант в 2002 році. Першою медаллю був нагороджений Альфред Рассел Воллес, відомий біолог і натураліст, який незалежно від Чарльза Дарвіна приблизно в один і той же час розробив теорію еволюції шляхом природного відбору.